# ぎふ情報クリック!
『ぎふ情報クリック!』（ぎふじょうほうクリック）は、2006年4月3日から2009年3月27日まで岐阜放送（ぎふチャン）で放送されていた平日朝の情報番組である。放送時間は毎週月曜 - 金曜 6:25 - 6:30 （日本標準時）。

## キャスター
- 鈴江晴彦（当時岐阜放送アナウンサー）
- 藤村恵理（当時岐阜放送アナウンサー）
- ほか

## コーナー
- きょうは何の日
- 岐阜県の動き
- ドリームキッズ（提供：スギ薬局、月曜のみ神原屋）
- 天気予報

## オープニング・エンディング
オープニングとエンディングでは、当時のぎふチャン公式マスコットキャラクター・はちゃ丸のアニメーションが流れていた。